# Борув (Свентокшиське воєводство)
Борув (пол. Borów) — село в Польщі, у гміні Єнджеюв Єнджейовського повіту Свентокшиського воєводства.
Населення — 222 особи (2011).
У 1975-1998 роках село належало до Келецького воєводства.

## Демографія
Демографічна структура на день 31 березня 2011 року:
|          | Загалом | Допрацездатний вік | Працездатний вік | Постпрацездатний вік |
| -------- | ------- | ------------------ | ---------------- | -------------------- |
| Чоловіки | 109     | 21                 | 75               | 13                   |
| Жінки    | 113     | 21                 | 56               | 36                   |
| Разом    | 222     | 42                 | 131              | 49                   |